# Walter Gieseking
Walter Gieseking (Lyon, 5. studenog 1895. – Lyon, 26. listopada 1956.), njemački pijanist.
Bio je profesor konzervatorija u Saarbrückenu. Koncertrirao je diljem svijeta, a osobito se prolsavio kao interpret Mozarta, Chopina, Schumanna i Debussyja. Razradio je posebnu pijanističku pedagošku metodu prema načelima Karla Leimera (zajedničko djelo "Moderno sviranje klavira"). Skladao je klavirsku i komornu glazbu. 

## Vanjske poveznice

### Sestrinski projekti
|  | Zajednički poslužitelj ima još gradiva o temi Walter Gieseking |

### Mrežna mjesta
- LZMK / Hrvatska enciklopedija: Gieseking, Walter
- LZMK / Proleksis enciklopedija: Gieseking, Walter
- Deutsche Biographie: Gieseking, Walter Wilhelm (njem.)
- Walter Gieseking na Discogsu
- Walter Gieseking na AllMusicu